# Калікст III (антипапа)
Калікст III (світське ім'я — Джованні ді Струмі (Струма); ?, Ареццо, Священна Римська імперія — бл.1179 (за іншими даними до 19 жовтня 1183), Беневенто, Папська держава) — антипапа (вересень 1168 — 29 серпня 1178), поставлений Фрідріхом I Барбароссою на противагу папі римському Олександрові III.
Уклавши мир з папою Олександром III у Венеції (1177), імператор відмовився від свого ставленика і зробив його своїм намісником у Беневенто.
До свого обрання був спочатку абатом Сан Фіделе, потім кардиналом-єпископом Альбано.